# 沃迪奇基 (舍佩蒂夫卡區)
49°58′51″N 26°18′20″E / 49.98083°N 26.30556°E
沃迪奇基（羅馬化：Vodychky）是烏克蘭西部的村莊，隸屬赫梅利尼茨基州的舍佩蒂夫卡區。該村始建於1681年，面積0.06平方公里，2001年人口146，人口密度每平方公里2,607.1人。